# Lee Fisher

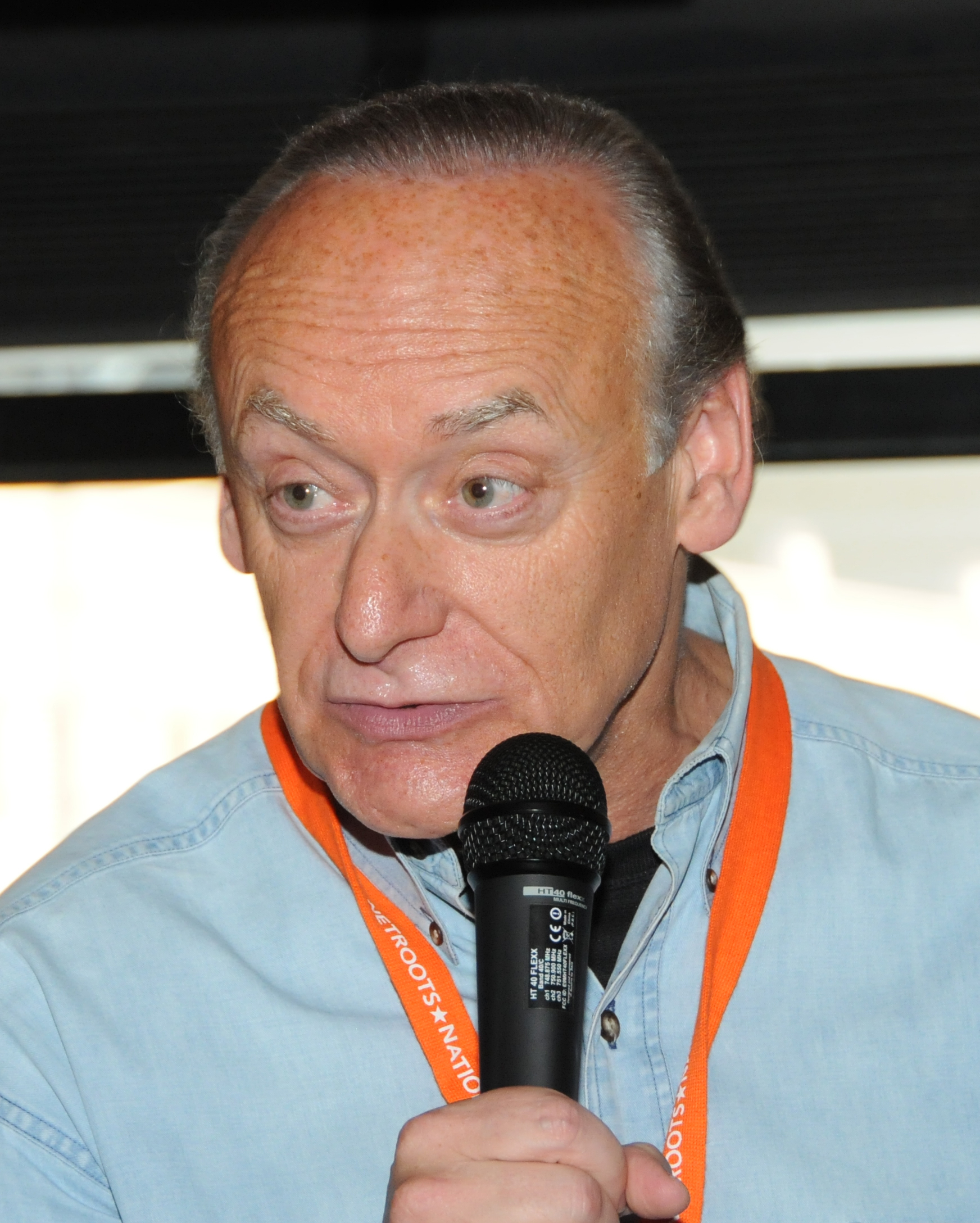
Lee Fisher (2009)

Lee Fisher (* 7. August 1951 in Ann Arbor, Michigan) ist ein US-amerikanischer Politiker (Demokratische Partei). Er amtierte zwischen dem 8. Januar 2007 und dem 10. Januar 2011 als Vizegouverneur von Ohio.

## Werdegang
Fisher graduierte am Oberlin College und später an der Law School der Case Western Reserve University in Cleveland. Politisch betätigte er sich erstmals als Abgeordneter im Repräsentantenhaus von Ohio, dem er zwischen 1981 und 1982 angehörte; unmittelbar darauf wurde er Staatssenator, was er bis 1990 blieb.
1991 wurde Lee Fisher zum Attorney General (eine Art Justizminister und Generalstaatsanwalt) von Ohio gewählt. Diesen Posten bekleidete er bis 1995; beim Versuch der Wiederwahl unterlag er der Republikanerin Betty Montgomery. Bei der Präsidentschaftswahl 1992 war er einer der Vertreter Ohios im Electoral College, das Bill Clinton zum neuen US-Präsidenten wählte.
Im Jahr 1998 bewarb sich Fisher um das Amt des Gouverneurs von Ohio, unterlag jedoch mit mehr als fünf Prozentpunkten dem Republikaner Bob Taft. In der Folge zog er sich zunächst aus der Politik zurück. Als Taft nach Ablauf seiner zweiten Amtszeit im Jahr 2006 nicht mehr kandidieren durfte, wurde zunächst gemutmaßt, Fisher könnte sich erneut um das höchste Staatsamt bewerben. Letztlich trat er als Running mate des demokratischen Kandidaten Ted Strickland an, nach dessen deutlichem Sieg über den Republikaner Ken Blackwell er den Posten des Vizegouverneurs übernahm. Er leitete in der Staatsregierung von Ohio auch das Department of Development.
Fisher bewarb sich im November 2010 um die Nachfolge des nicht mehr kandidierenden US-Senators George Voinovich von der Republikanischen Partei. Sein Gegner, der Republikaner Rob Portman, setzte sich letztlich aber mit klarem Vorsprung durch und zog im Januar 2011 in den Kongress ein. Kurz darauf übergab Lee Fisher das Amt des Vizegouverneurs an die Republikanerin Mary Taylor.